# Kyselina rodizonová
Kyselina rodizonová je organická sloučenina se vzorcem (CO)4(COH)2, kterou lze považovat za dvojnásobný enol nebo čtyřnásobný keton odvozený od cyklohexenu.
Tato kyselina se většinou vyskytuje jako dihydrát (C6H2O6·2H2O), přesněji jde o 2,3,5,5,6,6-hexahydroxycyklohex-2-en-1,4-dion, u něhož jsou dvě původní ketonové skupiny nahrazeny dvěma dvojicemi geminálních diolů. Oranžovou až tmavě červenou, silně hygroskopickou, bezvodou kyselinu je možné získat sublimací dihydrátu za nízkého tlaku.
Podobně jako mnoho dalších enolů kyselina rodizonová snadno odštěpuje protony z hydroxylových skupin (pKa1 = 4,378±0,009, pKa2 = 4,652±0,014 při 25 °C), čímž vzniká hydrogenrodizonátový anion (C6HO -
6  a rodizonátový anion (C6O 2-
6 . Rodizonát je aromatický a symetrický, dvojná vazba a záporný náboj jsou rovnoměrně rozděleny (delokalizovány) mezi šest karbonylových (CO) jednotek. Rodizonáty jsou zbarvené do různých odstínů červené, od nažloutlých do nafialovělých.
Kyselina rodizonová se používá při stanovování iontů barya, olova a dalších kovů. Rodizonát sodný se mimo jiné používá na detekci pozůstatků po výstřelech, které obsahují olovo.

## Historie
Kyselinu rodizonovou objevil rakouský chemik Johann Heller v roce 1837 při zkoumání produktů zahřívání směsi uhličitanu draselného a dřevěného uhlí.

## Chermické vlastnosti

### Soli
Soli kyseliny rodizonové mívají při průchodu světla odstíny červené od nažloutlých po nafialovělé, v odraženém světle se zbarvují do zelena.
Draselnou sůl lze s dobrou výtěžností a ve vysoké čistotě připravit oxidací inositolu kyselinou dusičnou a následnou reakcí s octanem draselným za přítomnosti kyslíku. Rodizonát krystalizuje z roztoku, jelikož se špatně rozpouští ve vodě.
Rodizonát sodný je tmavě hnědý a v suché podobě stálý, ale ve vodném roztoku se za několik dnů rozkládá, a to i za nízkých teplot. Olovnatá sůl je tmavě fialová.

### Oxidace a rozklad
Kyselina rodizonová se součástí řady oxidačních produktů, kterou tvoří benzenhexol ((COH)6), tetrahydroxyhydroxybenzochinon ((COH)4(CO)2), kyselina rodizonová ((COH)2(CO)4) a cyklohexanhexon ((CO)6). Rodizonát lithný a soli tetrahydroxyhydroxybenzochinonu a benzenhexolu by mohly být využity v elektrických akumulátorech.
Hmotnostní spektrometrií byl pozorován jednovazný anion C6O -
6 .
Kyselina rodizonová a její anion mohou odštěpit jednu molekulu CO za vzniku kyseliny krokonové ((CO)3(COH)2) nebo krokonátového aniontu (C5O 2-
5 ), přičemž mechanismus této přeměny není přesně znám. V silně zásaditých roztocích (pH > 10) se kyselina rodizonová za nepřítomnosti kyslíku přeměňuje na anion tetrahydroxyhydroxybenzochinonu ((CO) 4-
6 , pokud je přítomen kyslík, vzniká kyselina krokonová. Za pH 8,3 jsou roztoky v bezkyslíkatém prostředí stálé po několik dnů, v kyslíkatém se mění na kyselinu krokonovou a jiné látky (například nestálý cyklohexanehexon nebo na dodekahydroxycyklohexan).

## Struktura

### Kyselina
V roztocích je většina molekul kyseliny a hydrogenrodizonátových iontů hydratovaná, kdy jsou některé karbonylové skupiny >C=O nahrazeny geminálními hydroxyly, >C(OH)2; rodizonátové ionty se nehydratují.

### Soli
Bezvodý rodizonát rubidný (2Rb+*C6O 2-
6  obsahuje rodizonátové anionty uspořádané do rovnoběžných sloupců, podobně jako rubidné kationty. Anionty jsou rovinné.
Bezvodý rodizonát draselný (2Rb+*C6O 2-
6  má strukturu podobnou. Anionty a kationty se nachází ve střídajících se rovinách. Anionty jsou uspořádány do šestiúhelníků a každý draselný ion je symetricky propojen s osmi kyslíky čtyř aniontů, dvou z každé sousední roviny. Anionty jsou mírně posunuty ve tvaru připomínajícím lodičkovou konformaci cyklohexanu (střední odchylka od roviny činí 10,8 pm).
Rodizonát sodný 2Na+ C6O 2-
6  má stejnou strukturu jako draselná sůl, vychýlení aniontů je 11,3 pm.